# Serghei Țvetcov
Serghei Țvetcov, né le 29 décembre 1988 à Chișinău, est un coureur cycliste roumain. Il court sous nationalité moldave jusqu'au 31 mai 2014. En 2015, en compagnie d'Eduard-Michael Grosu, il devient le premier Roumain à terminer un grand tour.

## Biographie
En 2014, il se classe troisième du Tour du Colorado derrière Tejay van Garderen et Tom Danielson en obtenant des places d'honneur lors d'étapes de montagne, de sprint et du contre-la-montre.
En prenant part et en terminant le Tour d'Italie 2015, Țvetcov devient avec son compatriote Eduard-Michael Grosu le premier Roumain à participer et à terminer un grand tour.
Au mois d'août 2017, il termine troisième du Tour de l'Utah.
En 2018, il remporte le Tour de Corée.

## Palmarès
- 2007
  -  Champion de Moldavie du contre-la-montre
- 2008
  - 3e du championnat de Moldavie du contre-la-montre
- 2009
  -  Champion de Moldavie du contre-la-montre
- 2010
  - Tour de la Dobroudja :
    - Classement général
    - Prologue

  - 2e du championnat de Moldavie du contre-la-montre
  - 3e du championnat de Moldavie sur route
- 2011
  - Tour of America's Dairyland :
    - Classement général
    - 7e étape (contre-la-montre)

  - 4e étape de la Tobago Cycling Classic
- 2013
  - 1re étape du Tour de Murrieta (contre-la-montre)
  - 2e étape de la Mutual of Enumclaw Stage Race (contre-la-montre)
  - 1rea étape du Nature Valley Grand Prix (contre-la-montre)
  - Cascade Classic :
    - Classement général
    - 2e (contre-la-montre) et 3e étapes

  - 3e du Tour de Murrieta
- 2014
  - 3e étape du Tour of the Gila (contre-la-montre)
  - Cascade Classic :
    - Classement général
    - 2e (contre-la-montre) et 4e étapes

  - 3e du Tour de Beauce
  - 3e du Tour du Colorado
- 2015
  -  Champion de Roumanie sur route
  -  Champion de Roumanie du contre-la-montre
  - 3ea étape du Tour de Szeklerland (contre-la-montre)
  - 3e du Sibiu Cycling Tour
  - 3e du Tour de Szeklerland
- 2016
  -  Champion de Roumanie du contre-la-montre
  - 3e du championnat de Roumanie sur route
- 2017
  - UCI America Tour
  - 1re étape de la Redlands Bicycle Classic (contre-la-montre)
  - 3e étape de la Colorado Classic
  - 2e du Tour of the Gila
  - 2e de la Colorado Classic
  - 3e du Tour de l'Utah
- 2018
  - 3e étape du Tour of the Gila (contre-la-montre)
  - Tour de Corée : 
    - Classement général
    - 3e étape

  - 3ea étape du Tour de Beauce (contre-la-montre)
  - Chrono Kristin Armstrong
  - Tour de Roumanie : 
    - Classement général
    - 2e étape

  - 2e de la Colorado Classic
  - 3e du Tour de Beauce
  - 3e du Mount Evans Hill Climb
  - 3e de l'UCI America Tour
- 2019
  -  Champion de Roumanie du contre-la-montre
  - Tucson Bicycle Classic :
    - Classement général
    - 1re étape (contre-la-montre)

  - 3ea étape du Tour of the Gila (contre-la-montre)
  - 3ea étape du Tour de Beauce (contre-la-montre)
  - 2e du Mount Evans Hill Climb
  - 9e du contre-la-montre des Jeux européens
- 2020
  -  Champion de Roumanie du contre-la-montre
  - 3e étape (a) du Tour de Szeklerland (contre-la-montre)
  - 2e du Tour de Szeklerland
  - 2e du championnat de Roumanie sur route
- 2021
  - 2e du Tour de Roumanie

## Résultats sur les grands tours

### Tour d'Italie
1 participation
- 2015 : 139e

## Classements mondiaux
| Année                                 | 2007 | 2008 | 2009 | 2010 | 2011 | 2012 | 2013 | 2014 | 2015 | 2016 | 2017 | 2018 | 2019 | 2020 | 2021 | 2022 | 2023  |
| ------------------------------------- | ---- | ---- | ---- | ---- | ---- | ---- | ---- | ---- | ---- | ---- | ---- | ---- | ---- | ---- | ---- | ---- | ----- |
| Classement mondial                    |      |      |      |      |      |      |      |      |      | 656e | 158e | 137e | 286e | 213e | 266e | 866e | 1001e |
| UCI Europe Tour                       | 645e | 812e | 447e | 555e | nc   | nc   | nc   | nc   | 119e | 413e | nc   | 757e | 233e | 177e | 226e | 648e | 711e  |
| UCI Asia Tour                         | nc   | nc   | nc   | nc   | nc   | nc   | nc   | 350e | nc   | 575e | 190e | 16e  |      |      |      |      |       |
| UCI America Tour                      | nc   | nc   | nc   | nc   | nc   | nc   | 207e | 6e   | 377e | nc   | 1er  | 3e   |      |      |      |      |       |
|                                       |      |      |      |      |      |      |      |      |      |      |      |      |      |      |      |      |       |
| Légende : nc = non classéSource : UCI |      |      |      |      |      |      |      |      |      |      |      |      |      |      |      |      |       |